# Assabu
Assabu (厚沢部町, Assabu-chō) est un bourg du district de Hiyama, situé dans la sous-préfecture de Hiyama, sur l'île de Hokkaidō, au Japon.

## Géographie

### Démographie
Au 31 mars 2015, la population d'Assabu s'élevait à 4 228 habitants répartis sur une superficie de 460,58 km2.